# Ligne de tramway 54/55
La ligne 54/55 est une ancienne ligne de tramway du réseau de Charleroi de la Société nationale des chemins de fer vicinaux (SNCV) qui reliait Mont-sur-Marchienne à Ransart entre 1901 et 1968.

## Histoire

### Charleroi-Sud - Marcinelle Ferme Bal
La ligne est mise en service en traction vapeur le 4 avril 1901 entre la gare de Charleroi-Sud et Marcinelle Vieille Place (nouvelle section Charleroi Pont de la Villette - Marcinelle Vielle Place, capital 92),. L'exploitation est probablement assurée comme les autres lignes vicinales de Charleroi par la société anonyme des Railways économiques de Liège-Seraing et extensions (RELSE)[réf. nécessaire].
Le 29 juin 1902, la ligne est électrifiée puis le 28 juillet 1903, elle est prolongée de la Vieille Place à Marcinelle Ferme Bal (nouvelle section, capital 92),.
En 1904, l'exploitation est probablement reprise (comme les autres lignes vicinales de Charleroi) par la société des Tramways électriques du pays de Charleroi et extensions (TEPCE) filiale des RELSE qui exploite d'autres lignes vicinales ainsi que son propre réseau à Charleroi[réf. nécessaire].

### Charleroi-Sud - Mont-sur-Marchienne Point du Jour
Le 1er août 1907, elle est prolongée de la Ferme Bal à Mont-sur-Marchienne Point du Jour (nouvelle section, capital 92),.
Vers 1920, la ligne se voit attribuer l'indice B qui devient 54 le 1er juillet 1928 avec un service de renfort en heure de pointe sous l'indice 53 entre Charleroi-Sud et la Marcinelle Ferme Bal.
En 1923, l'exploitation est reprise directement par la SNCV.
À la fin de l'année 1945, la ligne 55 est fusionnée et la 54 est prolongée depuis Charleroi-Sud vers Ransart Masses-Diarbois avec retour depuis Ransart sous l'indice 55. Le service 53 devient un service partiel et est prolongé de la Ferme Bal à Marcinelle au Point du Jour à Mont-sur-Marchienne.
Le 14 octobre 1950 la ligne est prolongée de Ransart Masses-Diarbois au Bois (nouvelle section, capital 198),.
Au cours des années 1950, un service d'autobus de complément sous l'indice 154/155 est créé entre Charleroi Eden (Rue Turenne) et Ransart, à l'été 1958, la ligne est exploitée de la façon suivante :
- 54/55 (tramway) Mont-sur-Marchienne Point du Jour - Ransart Bois, deux trams par heure ;
- 53 (tramway) Charleroi-Sud - Mont-sur-Marchienne Point du Jour, deux trams par heure ;
- 154/155 (autobus) Charleroi Eden (Rue Turenne) - Ransart Rue Jean Volders, deux bus par heure, via Ransart Masses-Diarbois et Place à l'aller et un bus sur deux au retour via la Place et l'autre via Ransart Bois.

Le 31 mai 1959, le service 53 est renommé 53/, l'indice 53 est à cette date utilisé pour le nouveau service transversal 53/81 Mont-sur-Marchienne Point du Jour - Goutroux Pairotte.
En octobre 1960, la ligne est limitée de Mont-sur-Marchienne Point du Jour à Charleroi-Sud, le service 53/ reste exploité mais comme une nouvelle ligne sous l'indice 57.
Le 28 mai 1961, la ligne 54/55 abandonne la desserte de Ransart où le service d'autobus de complément 154/155 continue probablement de circuler depuis les années 1950, elle y est remplacée par un service de renfort en heure de pointe en tramway assuré sous l'indice 48. Un nouveau service est créé toujours sous l'indice 54/55 entre Charleroi Eden et Mont-sur-Marchienne Point du Jour (54 vers Mont-sur-Marchienne, 55 au retour) qui ne circule qu'en heure creuse, complétée d'un service partiel 53 entre Charleroi-Sud et Mont-sur-Marchienne Point du Jour.

### Suppression
La ligne est supprimée le 29 février 1968 entrainant la fermeture à tout trafic des voies entre Charleroi-Sud  et Mont-sur-Marchienne Point du Jour.

## Exploitation

### Horaires
Tableaux :
- 438 en 1931, numéro (438B) partagé avec la ligne 70 (438A) Charleroi - Mont-sur-Marchienne (Place)[6].
- 906 en 1958, numéro partagé entre le tramway et l'autobus de complément 154/155[4].